# France Stratégie
France Stratégie, officiellement Commissariat général à la stratégie et à la prospective (CGSP), était un service du Premier ministre, chargé de « concourir à la détermination des grandes orientations pour l’avenir de la nation et des objectifs à moyen et long terme de son développement économique, social, culturel et environnemental, ainsi qu’à la préparation des réformes » en France.
France Stratégie participe à l’évaluation des politiques publiques et est chargé d’animer un réseau constitué d’organismes publics.
France Stratégie a été créé par un décret du 22 avril 2013 et a pris la suite du commissariat général du Plan (1946-2006) et du Centre d'analyse stratégique (2006-2013). Sous la direction de Clément Beaune, l'organisme disparaît en mai 2025 avec la fusion du Haut-commissariat au plan, pour constituer le Haut-commissariat à la Stratégie et au Plan.

## Histoire
Créé par un décret du président de la République François Hollande le 23 avril 2013, France Stratégie remplace le Centre d'analyse stratégique (qui avait remplacé le Commissariat général du Plan), ainsi que le Conseil de l'emploi, des revenus et de la cohésion sociale (CERC).
Cette création fait suite à un rapport de la mission confiée à Yannick Moreau, présidente de section du Conseil d'État, sur la réforme du Centre d’analyse stratégique, à la suite de la première grande conférence sociale, remis le 4 décembre 2012 au Premier ministre, Jean-Marc Ayrault.
Le décret du 24 mars 2017 vient actualiser les dispositions relatives au fonctionnement de France Stratégie, notamment en supprimant le Conseil national de l'industrie pour « son caractère plus fortement ministériel » et en élargissant le « Haut Conseil de la famille » en « Haut Conseil de la famille, de l'enfance et de l’âge ». De plus, une charte, approuvée par le Premier ministre Bernard Cazeneuve précise l'autonomie conférée à l'institution dans ses relations avec le gouvernement.
Le décret no 2020-1101 du 1er septembre 2020 institue un haut-commissariat au plan qui dispose de France Stratégie.

### Rapports des années 2016-2017 et recadrage de l'institution
À la fin de l'année 2016, avec le projet « 2017-2027 », France Stratégie souhaite analyser les enjeux de la prochaine décennie, examiner les grands choix qui s’imposent au pays et les orientations qui s’offrent à lui. Après la publication de treize notes d’enjeux, France Stratégie présente une quinzaine d’actions critiques, c’est-à-dire d’options précises permettant de mettre en œuvre ces grandes orientations afin d'ouvrir et éclairer le débat en amont de l’élection présidentielle de 2017.
Dans une note de cette série, France Stratégie envisage quatre options de réforme de la fiscalité du logement. D’après France Stratégie, la fiscalité du logement favorise le statut de propriétaire occupant. Cette situation a deux conséquences. D’abord, elle a tendance à freiner la mobilité : les propriétaires occupants, toutes choses égales par ailleurs, sont moins mobiles que les locataires, d’autant plus que les mutations sont taxées lourdement. Ensuite, elle désavantage indirectement les jeunes générations, dont l’accès au statut de propriétaire occupant est devenu plus difficile. La création d'« une taxe sur les propriétaires, assise sur un loyer fictif, en échange d'une suppression de la taxe foncière » provoque un certain nombre de réactions négatives ; Emmanuel Macron précise qu'il ne soutient pas cette proposition.
En octobre 2017, France Stratégie publie un rapport explorant trois voies complémentaires, pour le cas où la situation de la dette publique viendrait à réclamer un traitement plus rapide :
- un engagement de l’ensemble des États membres pour crédibiliser la trajectoire de résorption des dettes publiques,
- l’instauration d’un impôt exceptionnel sur le capital immobilier résidentiel,
- un soutien de la Banque centrale européenne.

L’objectif est de lancer le débat, afin d’avoir à éviter de prendre dans l’urgence des décisions non préparées en cas de choc économique d’envergure survenant dans la zone euro. Ces idées ont été qualifiées de « farfelues » par Matignon,, qui a demandé à l'institution de se recentrer sur sa mission et sur les réformes en cours,.

## Organisation

### Missions
Le commissariat général doit remplir cinq missions définies par le décret de création, qui reprend les préconisations du rapport Moreau :
- prospective ;
- stratégie ;
- évaluation des politiques publiques ;
- centre de ressources sur les différentes formes de concertation et de débat public ;
- comparaisons internationales des politiques publiques.

Il anime en outre un réseau constitué des organismes :
- Centre d'études prospectives et d'informations internationales (CEPII)
- Conseil d'analyse économique (CAE)
- Conseil d'orientation des retraites (COR)
- Conseil d'orientation pour l'emploi (COE)
- Conseil national de productivité (d) (CNP)
- Haut Conseil de la famille, de l'enfance et de l'âge (HCFEA)
- Haut Conseil du financement de la protection sociale (HCFiPS)
- Haut Conseil pour l'avenir de l'assurance maladie (d) (HCAAM)
- Haut Conseil pour le climat (HCC)
- Haut Conseil des rémunérations (d) (création annoncée pour 2024)

Le commissariat général coordonne les travaux des membres du réseau et doit être consulté sur les projets de texte modifiant les missions, le fonctionnement et l'organisation des organismes membres du réseau. Il est informé de leur programme de travail et des lettres de mission qui leur sont destinées.
En juin 2013, le Premier ministre a également installé la Plateforme nationale d’actions globales pour la Responsabilité sociétale des entreprises (Plateforme RSE), dont France Stratégie assure le secrétariat permanent.

### Programme
Le programme de travail annuel est défini avec le gouvernement, après avoir recueilli les propositions des présidents de l'Assemblée nationale, du Sénat et du Conseil économique, social et environnemental, ainsi que des organisations syndicales et patronales.
En 2013, France Stratégie s'est notamment vu confier par le Premier ministre, sur demande du président de la République, une mission de prospective à 10 ans sur l'état de la France. Le rapport concluant ses travaux fut publié le 25 juin 2014,.
Les quatre axes de travail définis en mai 2018 sont : comment augmenter le potentiel de croissance français ; les futurs du travail (détecter et comprendre les tendances qui s’installent) ; mieux protéger et donner plus de chances aux individus ; climat et territoires.

### Commissaire général
France Stratégie est dirigé par un commissaire général nommé par le président de la République, par décret en Conseil des ministres. Il est assisté d’un commissaire général adjoint.
| Identité               | Période           | Période                    |
| Identité               | Début             | Fin                        |
| ---------------------- | ----------------- | -------------------------- |
| Jean Pisani-Ferry      | 24 avril 2013     | 12 janvier 2017            |
| Michel Yahiel          | 26 janvier 2017   | 12 janvier 2018            |
| Gilles de Margerie (d) | 12 janvier 2018   | 31 octobre 2023 (retraite) |
| Cédric Audenis (d)     | 1er novembre 2023 | 5 mars 2025 (intérim)      |
| Clément Beaune         | 5 mars 2025       | 23 mai 2025                |

#### Commissaire général adjoint
Selma Mahfouz (d), administratrice de l’Insee alors conseillère chargée de la négociation sur les retraites au cabinet de la ministre des affaires sociales et de la santé, est nommé directrice, adjointe au commissaire général, de novembre 2013 à février 2016. À cette date, elle est nommée directrice de l’animation de la recherche, des études et des statistiques (Dares) auprès du ministère chargé du travail.
Fabrice Lenglart la remplace en tant que directeur, commissaire général adjoint, en avril 2016 jusqu’en janvier 2019. À cette date, il devient rapporteur général à la réforme du revenu universel d’activité auprès du ministre chargé des solidarités et de la santé,. À partir de janvier 2020, il cumule cette fonction avec le poste de directeur de la recherche, des études, de l'évaluation et des statistiques auprès des ministères sociaux et des ministères économiques et financiers.
En avril 2019, Cédric Audenis (d), inspecteur général de l’Insee en fonction à l’inspection générale des finances, est nommé chef de service, commissaire général adjoint ; en mars 2022, il est renouvelé dans ses fonctions pour trois ans. Il est commissaire général par intérim à compter du 1er novembre 2023. À ce titre, il est en passe de devenir le directeur d'administration centrale le plus ancien dans ses fonctions d'intérimaire depuis la création de la Ve République.

## Conseil national de productivité
Le Conseil national de productivité, aussi connu comme le Conseil national de la productivité, est créé et hébergé au sein de France Stratégie, le 23 juin 2018, en application d'un décret de 2017, lui-même mettant en œuvre une recommandation du Conseil européen du 20 septembre 2016.
Le Conseil national de productivité est chargé d'analyser le niveau et l'évolution de la productivité et de la compétitivité de l'économie française relativement à celles des autres économies, ainsi que les politiques susceptibles d'avoir une incidence sur elles, de produire des analyses indépendantes sur ces sujets et d'assurer les concertations nécessaires.
Le Conseil comprend onze personnalités qualifiées et un président. Tous sont nommés pour une période renouvelable de deux ans.
Le premier rapport du Conseil est publié en avril 2019. Il présente, pour la France, les enjeux et les questions relatives à la productivité et à la compétitivité.
Le 11 février 2022, le Premier ministre Jean Castex nomme l’économiste Natacha Valla à la présidence du CNP,, pour succéder à Philippe Martin, président délégué du Conseil d’analyse économique et nommé doyen de l’École d’affaires publiques de Sciences Po.